# Filártiga v. Peña-Irala
Filártiga v. Peña-Irala war ein Fall, der vor dem United States Court of Appeals for the Second Circuit, einem US-amerikanischen Berufungsgericht, verhandelt wurde. Er endete mit einem Urteil, das wegweisenden Charakter für die US-Rechtsprechung als auch für das Völkerrecht hatte.
Die Bezeichnung des Falls ergibt sich der angelsächsischen Rechtstradition entsprechend aus den Namen der als Prozessparteien beteiligten Personen, dem paraguayischen Arzt und Menschenrechtler Joel Filártiga und seiner Tochter Dolly M. E. Filártiga einerseits sowie dem paraguayischen Polizeidirektor Americo Norberto Peña-Irala andererseits, die mit der Abkürzung für den aus dem Lateinischen entnommenen juristischen Fachausdruck „versus“ (deutsch: „gegen“) verbunden werden.
Die Besonderheit des Falls liegt darin, dass beide Prozessparteien paraguayisch waren, also kein US-amerikanischer Staatsbürger beteiligt war, und auch die Tat in Paraguay, also im Ausland, begangen worden war. Somit war dies das erste Mal, dass ein US-Bundesgericht die Zuständigkeit für eine Zivilklage wegen Folter, die im Ausland begangen wurde, anerkannte.
Die Kläger stützten sich erstmals in neuerer Zeit auf das 1789 erlassene Alien Tort Claims Act (zu Deutsch etwa Gesetz zur Regelung von ausländischen Ansprüchen) oder Alien Tort Statute. Durch das zustimmende Gerichtsurteil wurde diese Argumentationslinie in der Folge für viele weitere Prozesse mit Bezug zum Völkerrecht angewendet, so z. B. in Prozessen von NS-Opfern gegen Deutschland und Österreich sowie gegen deutsche Konzerne.

## Zugrunde liegende Ereignisse
Joel Filártiga war einer der bekanntesten Kritiker des Diktators Alfredo Stroessner, der Paraguay von 1954 bis 1989 regierte. Als Arzt behandelte er die Armen häufig ohne Bezahlung und kritisierte das marode Gesundheitssystem seines Landes sowie die Menschenrechtsverstöße des rechtsgerichteten Stroessner-Regimes.
In der Nacht des 29. März 1976 wurde der 17-jährige Sohn von Joel Filártiga, der wie sein Vater den Namen Joel Filártiga trug, aber üblicherweise Joelito genannt wurde, in Asunción von Polizeipräsident Americo Norberto Peña-Irala und anderen entführt, der nur zwei Häuser weiter wohnte. Es ist unklar, ob er direkt zum Haus von Peña-Irala gebracht wurde oder zunächst zur Polizeistation. Peña-Irala hatte anscheinend gehofft, dass Joelito dazu gezwungen werden könnte, seinen Vater zu verraten. Er starb jedoch während der drastischen Folter an Herzversagen. Noch in der gleichen Nacht gegen 3 Uhr wurde Joelitos Schwester Dolly Filártiga, die zu der Zeit bei ihrem Bruder zu Besuch war, von der Polizei geweckt und zu Peña-Iralas Haus geholt, um den Leichnam ihres Bruders zu sehen. Sie berichtete, dass der Körper ihres Bruders Zeichen schwerer Misshandlungen aufwies: sein Körper war voller Hämatome und Wunden, seine Handgelenke gebrochen, seine Fingernägel herausgezogen und ein Kabel an seinem Penis deutete auf Elektroschocks an seinen Genitalien hin. Im späteren Prozess sagte sie als Zeugin aus, dass Peña-Irala ihr drohte: „Hier habt ihr, wonach ihr so lange gesucht habt und was ihr verdient. Jetzt haltet die Klappe.“
Joel Filártiga machte Fotos vom Leichnam seines Sohnes, bat Freunde um eine Begutachtung und strengte eine Obduktion durch unabhängige Ärzte an. Er äußerte die Annahme, dass sein Sohn versehentlich durch die Folter ums Leben kam. Fotos und Berichte der Tötung leitete er an Zeitungen weiter. Filártigas Frau und Tochter wurden kurzzeitig verhaftet und ohne Gerichtsurteil zu einer Gefängnisstrafe verurteilt. Als Filártiga einen Prozess gegen die Polizeibehörde anstrengte, wurde sein Anwalt verhaftet und Peña-Irala drohte, ihn und Joel Filártiga zu ermorden, sollten sie die Klage aufrechterhalten. Amnesty International nahm sich des Falls an und startete nach Überprüfung der Fakten eine internationale Kampagne. Unter dem wachsenden internationalen Druck wurde Peña-Irala von Stroessner suspendiert. Er tauchte bald darauf in den USA unter.
Joel und Dolly Filártiga machten Peña-Irala in Brooklyn, New York ausfindig, wo er sich mit einem abgelaufenen Visum aufhielt. Im April 1979 wurde er aufgrund eines Hinweises von Dolly Filártiga verhaftet und sollte ausgewiesen werden. Am folgenden Tag reichten Joel Filártiga und seine Tochter eine Klage wegen unrechtmäßiger Tötung beim U.S. District Court (Bundesbezirksgericht) in Brooklyn ein.

## Der Prozess
Joel und Dolly Filártiga wurden durch die Rechtsanwälte Peter Weiss und Rhonda Copelon vom Center for Constitutional Rights in New York vertreten.
Obwohl keine der Prozessparteien US-Bürger waren und der Tod außerhalb der Vereinigten Staaten eingetreten war, argumentierten die Rechtsanwälte der Filártigas, dass Joelitos Folter und Tötung Völkerrecht gebrochen habe und der Fall dadurch nicht nur Sache paraguayischer Gerichte wäre. Sie beriefen sich auf den Alien Tort Claims Act (kurz ATCA, zu Deutsch etwa Gesetz zur Regelung von ausländischen Ansprüchen), auch Alien Tort Statute (ATS) genannt, der mit dem Judiciary Act von 1789 erlassenen worden war, durch den die Bundesgerichtsbarkeit in den USA eingeführt wurde. Der ATCA war ursprünglich dafür vorgesehen, dass Ausländer ihre zivilrechtlichen Ansprüche bei Verstößen gegen das Völkerrecht gegenüber US-Bürgern einklagen können. Über zwei Jahrhunderte fand er kaum Anwendung. Filártiga v. Peña-Irala war der erste Fall in neuerer Zeit, der sich auf den ATCA stützte.
Das Bundesbezirksgericht Brooklyn sah sich in dieser Sache als nicht zuständig an und lehnte den Anspruch der Filártigas ab. Dadurch wurde Peña-Irala die Rückkehr nach Paraguay ermöglicht.
In zweiter Instanz wurde die Entscheidung jedoch vom zuständigen Berufungsgericht, dem U.S. Court of Appeals for the Second Circuit, verworfen. Dabei fand auch ein zustimmendes Amicus-Curiae-Gutachten des State Departments (Außenministerium) Berücksichtigung.
Das Gericht befand, dass „vorsätzliche Folter, die in Ausübung öffentlicher Gewalt verübt wird, gegen allgemein anerkannte Normen des internationalen Menschenrechts verstößt, unabhängig von der Staatsangehörigkeit der Beteiligten“ und daher ein Bundesgericht aufgrund des ATS in einem solchen Fall rechtsprechen kann. In der Begründung des Gerichts wurden die Folterer von heute mit den Piraten und Sklavenhändlern des 18. Jahrhunderts gleichgesetzt und als „Feinde der Menschheit“ bezeichnet, die juristisch verfolgt werden könnten, wo immer sie gefunden werden.
Den Filártigas wurde ein Schadenersatz von 10,385 Millionen US-Dollar zugesprochen, die sie jedoch aller Wahrscheinlichkeit nach nie einfordern konnten. Richter Irving Kaufman schrieb in einer Stellungnahme des Gerichts: „Unser heutiges Urteil, mit dem wir eine vom ersten Kongress erlassene Rechtsprechungsvorschrift umsetzen, ist ein kleiner, aber wichtiger Schritt zur Erfüllung des zeitlosen Traums, alle Menschen von brutaler Gewalt zu befreien.“

## Nachwirkungen
In den nachfolgenden Jahren diente der Alien Tort Claims Act als Grundlage für viele Menschenrechtsprozesse. Regierungsvertreter von Argentinien, Chile, El Salvador, den Philippinen und des früheren Jugoslawien, später auch Großkonzerne wie Shell wurden mit seiner Hilfe in den USA angeklagt. Im Jahr 2017 beschrieb der frühere Rechtsberater des Außenministeriums John Bellinger den ATCA als „die Grundlage fast aller bedeutenden Menschenrechtsklagen in den Vereinigten Staaten und sogar in der Welt“ in den vorausgegangenen 35 Jahren.